# Tachty
Tachty (en hongrois : Tajti) est une commune du district de Rimavská Sobota, dans la région de Banská Bystrica, en Slovaquie.

## Histoire
La première mention écrite du village date de 1391.
La localité fut annexée par la Hongrie après le premier arbitrage de Vienne le 2 novembre 1938. En 1938, on comptait 621 habitants dont 6 d'origine juive. Elle faisait partie du district de Salgótarján (hongrois : Salgótarjáni járás). Le nom de la localité avant la Seconde Guerre mondiale était Tajty/Tajti. Durant la période 1938 - 1945, le nom hongrois Tajti était d'usage. À la libération, la commune a été réintégrée dans la Tchécoslovaquie reconstituée.

## Démographie

### Évolution de la population
| Année:               | 1994. | 2004.   | 2014.   | 2024.   |
| -------------------- | ----- | ------- | ------- | ------- |
| Nombre de personnes: | 605   | 556     | 533     | 543     |
| Différence:          |       | -8,09 % | -4,13 % | +1,87 % |

| Année:               | 2023. | 2024.   |
| -------------------- | ----- | ------- |
| Nombre de personnes: | 541   | 543     |
| Différence:          |       | +0,36 % |